# Domènec Aymerich i Serra

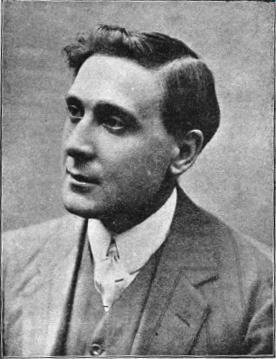
Domènec Aymerich i Serra, a la revista La Escena Catalana de 13.3.1909

Domènec Aymerich i Serra (Barcelona, 3 d'agost de 1871 - 6 d'agost de 1932)va ser un actor de teatre català.
Fill de Domènec Aymerich músic de professió natural de Sabadell i de Manuela Serra i Ros de Barcelona. Treballà sovint al teatre Romea de Barcelona; on hi va debutar per primera vegada, l'octubre de 1908; sovint, fent el rol de característic còmic. Compaginà la seva feina d'actor amb la de funcionari municipal.

## Trajectòria professional
- 1908, 22 de desembre. En el paper de Rafeques, 60 anys a l'obra La clínica de l'embut de Francesc Xavier Godó. Estrenada al teatre Romea de Barcelona.
- 1908, 28 de desembre. En el paper del Xic de Roda, 35 anys a l'obra El restaurant de la platja de Ramon Ramon i Vidales. Estrenada al teatre Romea de Barcelona.
- 1909, 27 de febrer. En el paper de Maître d'Hotel a l'obra El testament de la tia, original de Paul Gavault i R. Charvray, arranjament al català per Ramon Franqueza i Comas. Estrenada al teatre Romea de Barcelona.
- 1909, 9 d'octubre. En el paper d'Oncle Pep, 55 anys a l'obra Les germanetes de Josep Burgas i Burgas. Estrenada al teatre Romea de Barcelona.
- 1909, 18 d'octubre. En el paper de Don Josep a l'obra Flors i violes de Pompeu Crehuet. Estrenada al teatre Romea de Barcelona.
- 1910, 14 d'abril. En el paper de Tit, 19 anys a l'obra Sainet trist d'Àngel Guimerà. Estrenada al teatre Romea de Barcelona.
- 1910, 26 de setembre. En el paper de Don Policarp Piñol a l'obra Burgeseta de Domènec i Vicenç Corominas Prats. Estrenada al teatre Romea de Barcelona.
- 1910, 25 de novembre. En el paper de Eneas Posket a l'obra El magistrat de Arthur Wing Pinero. Estrenada al teatre Romea de Barcelona.
- 1911, 15 d'abril. En el paper de Filibert a l'obra La reina jove d'Àngel Guimerà. Estrena: teatre Principal, Barcelona.
- 1912, 20 de desembre. En el paper de Minguet a l'obra La casa de tothom de Josep Morató, estrenada al Gran Teatre Espanyol de Barcelona.
- 1919, 18 de gener. En el paper de el Senyor Felip Ballester a l'obra Papallones de Josep Pous i Pagès. Estrenada al teatre Romea de Barcelona.
- 1919, 17 d'octubre. En el paper d'el Senyor Climent a l'obra Flacs naixem, flacs vivim... de Josep Pous i Pagès. Estrena: teatre Romea, Barcelona.
- 1919, 8 novembre. En el paper de Senyor Riera a l'obra Perdigons de plata d'Ignasi Iglésias. Estrena: teatre Romea, Barcelona.
- 1921, 21 de maig. En el paper de Capità Falcó a l'obra L'estudiant i la pubilla de Josep Maria de Sagarra. Estrena: teatre Romea, Barcelona.
- 1922, 24 d'octubre. En el paper de Sigrany a l'obra El matrimoni secret de Josep Maria de Sagarra. Estrena: teatre Romea, Barcelona.
- 1923, 20 de maig. En el paper de Marit a l'obra Cançó d'una nit d'estiu de Josep Maria de Sagarra. Estrena: teatre Romea, Barcelona.
- 1924, 21 d'octubre. En el paper d'El Taverner a l'obra Les noies enamorades d'Avel·lí Artís i Balaguer. Estrenada al teatre Romea de Barcelona.
- 1924, 11 de novembre. En el paper de Jeroni a l'obra Fidelitat de Josep Maria de Sagarra. Estrena: teatre Romea, Barcelona.
- 1925, 11 d'abril. A Montserrat de Joaquim Montero. Estrena: teatre Romea, Barcelona (en el personatge de El senyor Viu.)
- 1925, 5 de maig. El senyor Pupurull de Josep Maria de Sagarra, adaptació de George Dandin de Molière. Estrenada al teatre Romea (en el personatge de El senyor Pupurull.)
- 1925. 20 d'agost. En el paper d' Estudiant a l'obra Corpus! d'Alfons Roure estrenada al teatre Barcelona de Barcelona
- 1925, 9 d'octubre. En el paper d'El Cabiró a l'obra Seny i amor, amo i senyor d'Avel·lí Artís i Balaguer. Estrenada al teatre Romea de Barcelona
- 1925, 21 de novembre. Dolcet. de l'obra Déu hi fa més que nosaltres, original de Carles Soldevila, estrenada al teatre Romea de Barcelona.
- 1926. 10 de març. En el paper de James Tilbury a l'obra Reineta meva! d'H.A. Vachell, estrenada al teatre Romea de Barcelona de Barcelona
- 1926, 29 d'octubre. Marçal Prior de Josep Maria de Sagarra. Estrena: teatre Novetats de Barcelona (en el personatge el Marit sense Pena ni Glòria.)
- 1927, 1 d'octubre. Un estudiant de Vic de Josep Maria de Sagarra. Estrena: teatre Novetats de Barcelona (en el personatge l'Apotecari Balsells.)
- 1928, 28 d'abril. La Llúcia i la Ramoneta de Josep Maria de Sagarra. Estrena: teatre Novetats de Barcelona (en el personatge de Senyor Arrufat.)
- 1928, 30 d'octubre. Les llàgrimes d'Angelina de Josep Maria de Sagarra. Estrena: teatre Novetats de Barcelona (en el personatge de l'Oncle Bartomeu.)
- 1929, 5 d'octubre. La filla del Carmesí de Josep Maria de Sagarra. Estrena: teatre Novetats de Barcelona (en el personatge d'el Cavaller de Rupià.)
- 1930, 19 d'abril. El cas del senyor Palau de Josep Maria de Sagarra. Estrena: teatre Novetats de Barcelona (en el personatge de Senyor Palau.)
- 1930, 17 d'octubre. La corona d'espines de Josep Maria de Sagarra. Estrena: teatre Novetats de Barcelona (en el personatge de Boscall.)
- 1931, 10 d'octubre. Les tres Gràcies de Josep Maria de Sagarra. Estrena: teatre Novetats de Barcelona (en el personatge de El Doctor.)
- 1932, 26 de març. L'alegria de Cervera de Josep Maria de Sagarra. Estrena: teatre Romea de Barcelona (en el personatge de Doctor Picapoll.)